# Chikoto Mohamed
Chikoto Mohamed (ur. 28 lutego 1989 w Parakou) – piłkarz nigerski grający na pozycji środkowego obrońcy.

## Kariera klubowa
Karierę piłkarską Chikoto rozpoczął w klubie Sahel SC ze stolicy Nigru, Niamey. W 2006 roku zadebiutował w jego barwach w pierwszej lidze nigerskiej. W latach 2007 i 2009 wywalczył z Sahel mistrzostwo Nigru.
Latem 2011 roku Chikoto został zawodnikiem południowoafrykańskiego Platinum Stars FC z Rustenburga. Swój debiut w nim zanotował 3 grudnia 2011 w przegranym 1:2 wyjazdowym meczu z Jomo Cosmos. Następnie w latach 2012-2013 był graczem tunezyjskiego AS Marsa. W 2013 grał w Coton Sport, z którym wywalczył mistrzostwo Kamerunu. W latach 2013–2016 występował w algierskim ASM Oran, a w latach 2017-2019 we francuskim AS Pagny sur Moselle.

## Kariera reprezentacyjna
W reprezentacji Nigru Chikoto zadebiutował 14 czerwca 2008 roku w przegranym 0:2 meczu eliminacji do MŚ 2010 z Beninem, rozegranym w Niamey. W 2012 roku został powołany do kadry na Puchar Narodów Afryki 2012, a w 2013 na Puchar Narodów Afryki 2013. Od 2008 do 2016 rozegrał w kadrze narodowej 45 meczów i strzelił 1 gola.